# Ford CD3
Ford CD3 — платформа компании Ford для автомобилей среднего класса, разработанная компанией Mazda. Устанавливалась на переднеприводные и гибридные автомобили. 

## Описание
Платформа Ford CD3 состоит из монокока с независимой рычажной передней подвеской, стабилизатором поперечной устойчивости и независимой многорычажной задней подвеской. При разработке платформы сокращаются денежные затраты и месячные разработки, что позволяет быстрее поставлять автомобили на рынки.
Инженеры смогли практически собрать весь автомобиль до начала строительства, тем самым улучшив посадку и отделку автомобиля, зазоры между инструментами и эргономику производственной линии. На платформе CD3 выпускались следующие автомобили:
- 2002—2008 Mazda 6 (GG)
- 2006—2019 Besturn B70
- 2006—2012 Ford Fusion (CD338)
- 2006—2012 Lincoln Zephyr/MKZ (CD378)
- 2006—2011 Mercury Milan (CD338)
- 2007—2015 Mazda CX-9
- 2007—2014 Ford Edge (U387)
- 2007—2015 Lincoln MKX (U388)
- 2008—2012 Mazda 6 (GH)
- 2009—2019 Besturn B50

Отменённые проекты:
- 2009 Ford Flex[2]